# Kristina Höök
 Kristina Höök (* 1964 in Schweden) ist eine schwedische Informatikerin und Hochschullehrerin.  Sie ist Professorin am Department of Media Technology and Interaction Design (MID) an der Königlichen Technischen Hochschule in Stockholm. Sie ist im Bereich Interaktionsdesign, insbesondere für ihre Arbeit am Soma-Design bekannt.

## Leben und Werk
Höök erwarb 1987 einen Bachelor-Abschluss an der Universität Uppsala und promovierte 1996 in Computer and Systems	Sciences an der Universität Stockholm und habilitierte  sich 2002 an der Universität Stockholm. Sie ist seit 1990 Forscherin an dem staatlichen Research Institutes of Sweden (RISE) und war von 2003 bis 2012 Professorin an der Universität Stockholm. Seit 2012 forscht sie als Professorin für Interaction Design an der Königlichen Technischen Hochschule in Stockholm. 2016 forschte sie in einem Sabbatical an der Florida Atlantic University und der University of California, Santa Cruz.
2007 gehörte sie zu den Gründern des Mobile Life Centre, welches mit  der designorientierten Erforschung neuartiger Technologien  in engem Kontakt mit Industriepartnern wie Microsoft Research, Ericsson, Nokia, TeliaSonera und Stockholm City arbeitete. Sie war bis 2017 Direktorin dieses INNex Mobile Life Centre.
Sie hat mehr als 200 wissenschaftliche Artikel und Bücher geschrieben. Ihre Forschungsinteressen umfassen affektive Interaktion, somaästhetisches Design, Internet der Dinge.

## Auszeichnungen (Auswahl)
- 1997: ERCIM Cor Baayen Award (European Research Consortium for Informatics and Mathematics)
- 2005: Mitglied der Königlich Schwedische Akademie der Ingenieurwissenschaften
- 2020: SIGCHI-Academy

## Veröffentlichungen (Auswahl)
- mit David Benyon, Alan J. Munro: Designing Information Spaces: The Social Navigation Approach, Springer, 2003, ISBN 978-1-4471-0035-5
- Designing with the Body: Somaesthetic Interaction Design, MIT Press, 2018, ISBN 978-0-262-03856-0